# Shade (filme)
Shade (bra: Shade - Nos Bastidores do Jogo; prt: Os Profissionais do Jogo) é um filme estadunidense de 2002 do gênero drama/thriller, escrito e dirigido por Damien Nieman. 

## Sinopse
O filme conta a história de três vigaristas envolvidos no sub mundo do pôquer em Las Vegas.

## Elenco
- Joe Nicolo ... Ritchie
- Carl Mazzocone Sr ... Older Wiseguy (as Carl M. Mazzocone Sr.)
- George Tovar ... Paulie
- Frank Medrano ... Sal
- Jason Cerbone ... Young Dean Stevens
- Thandie Newton ... Tiffany
- Glenn Plummer ... Gas Station Attendant
- Gabriel Byrne ... Charlie Miller
- Jamie Foxx ... Larry Jennings
- Sylvester Stallone ... Dean 'The Dean' Stevens
- Melanie Griffith ... Eve